# Aster Vranckx
Aster Vranckx, né le 4 octobre 2002 à Erps-Kwerps en Belgique, est footballeur international belge qui joue au poste de milieu de terrain au VfL Wolfsburg. Il possède également la nationalité congolaise (RDC).

## Biographie
Né à Erps-Kwerps (Cortenbergh) dans le Brabant flamand en Belgique, Aster Vranckx est belge néerlandophone par son père et originaire de la République démocratique du Congo par sa mère. C'est en jouant avec ses cousins et ses frères dans diverses plaines de jeu qu'il découvre le football.
Il commence sa carrière en club à Hoegaarden dans le Brabant flamand, passant ensuite dans plusieurs clubs néerlandophones, avant de rejoindre le FC Malines. 

### En club

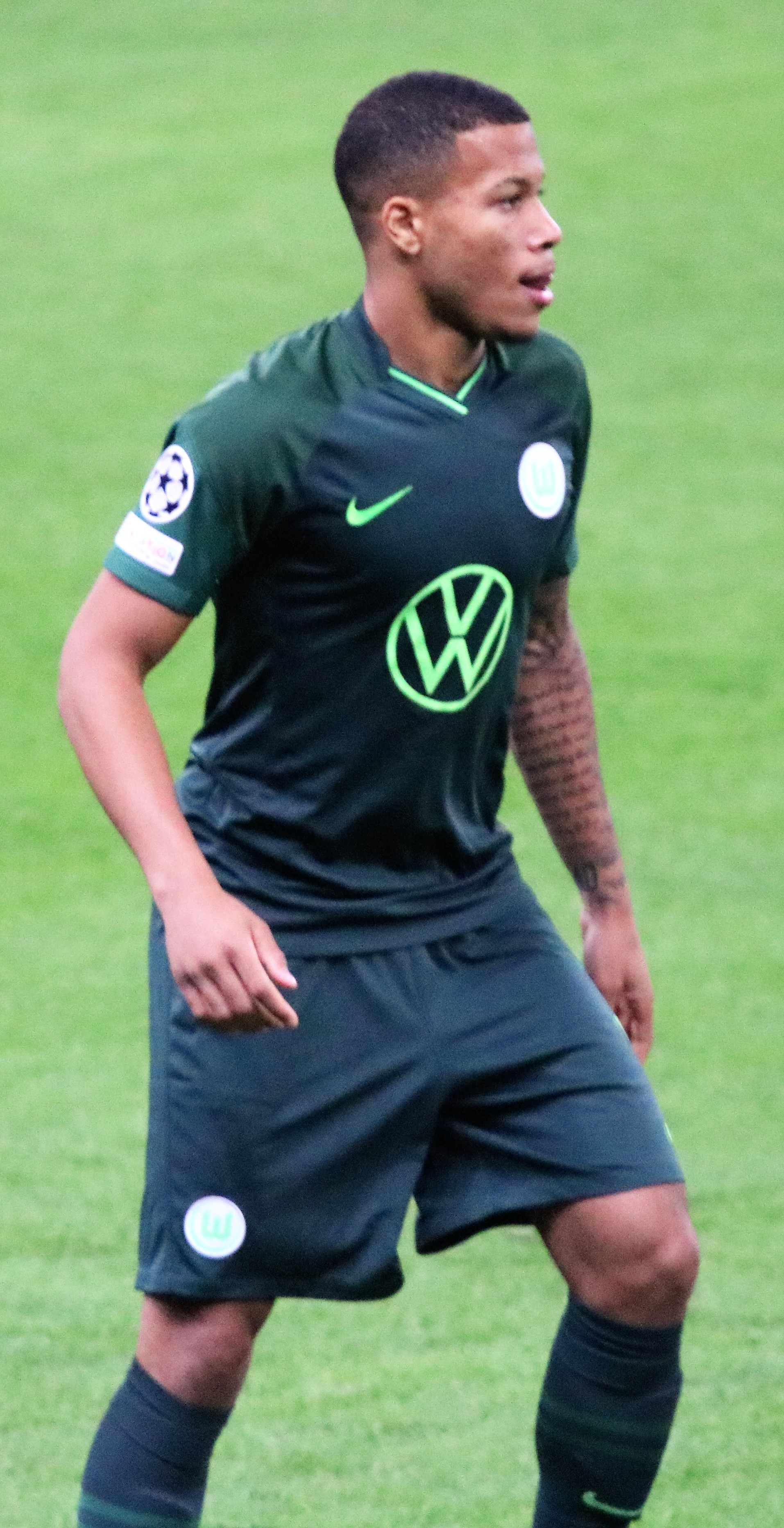
Aster Vranckx avec le VfL Wolfsburg face au Red Bull Salzbourg en Ligue des champions.

#### KV Malines (2019-2021)
Il signe son premier contrat professionnel le 3 décembre 2018. 
Précoce, il joue son premier match en professionnel à l'âge de 16 ans, le 20 juillet 2019 lors de la rencontre de Supercoupe de Belgique que son équipe dispute face au KRC Genk. Il entre en jeu dans les derniers instants du match à la place de Joachim Van Damme mais son équipe s'incline par trois buts à zéro,,. 
Vranckx fait sa première apparition en Jupiler Pro League le 9 août 2019 contre le RSC Anderlecht. Il entre en jeu à la place de Jules Van Cleemput sorti blessé et les deux équipes se partagent les points (0-0). C'est face à cette même équipe qu'il inscrit son premier but en professionnel, le 15 février 2020, en championnat. Il est également l'auteur d'une passe décisive pour Geoffry Hairemans, contribuant ainsi grandement à la victoire de son équipe par deux buts à zéro. Le 26 septembre 2020, Vranckx permet à son équipe de remporter un match de championnat face au Saint-Trond VV en réalisant le premier doublé de sa carrière (2-0 score final).

#### VfL Wolfsburg (2021-2022)
En décembre 2020, Vranckx annonce qu'il rejoindra le VfL Wolfsburg à l'issue de la saison 2020-2021,,,.
Malgré une préparation ratée à cause d'une blessure, Aster travaille dur et fait son trou dans le club allemand. Mark van Bommel, son entraîneur, le fait jouer pour la première fois en Ligue des champions le 20 septembre 2021 contre le Red Bull Salzbourg. Il est titularisé lors de cette rencontre perdue par son équipe (3-1).

#### AC Milan
Le 1er septembre 2022, Aster Vranckx rejoint l'AC Milan sous la forme d'un prêt d'une saison avec option d'achat. Il joue son premier match pour Milan le 10 septembre 2022, lors d'une rencontre de Serie A contre la Sampdoria de Gênes. Il entre en jeu à la place de Tommaso Pobega et son équipe s'impose par deux buts à un.

#### Retour à Wolfsburg
Après une saison passée à l'AC Milan, Aster Vranckx retourne au VfL Wolfsburg, le club lombard ne levant pas l'option d'achat compris dans son prêt.

### En sélections nationales
Éligible à jouer avec l'équipe de République démocratique du Congo car sa mère en est originaire, Vranckx est international avec les équipes de jeune de son pays natal, la Belgique.
En novembre 2020, Aster Vranckx est appelé pour la première fois avec l'équipe de Belgique espoirs. Il n'entre toutefois pas en jeu lors de ce rassemblement. Il dispute ses premières minutes sous la vareuse nationale le 4 juin 2021 face au Kazakhstan et devient progressivement un élément incontournable de l'équipe, en devenant même capitaine en juin 2022.
Aster Vranckx honore sa première sélection avec l'équipe nationale de Belgique le 17 juin 2023 contre l'Autriche. Il entre en jeu à la place d'Orel Mangala lors de cette rencontre où les deux équipes e neutralisent (1-1 score final).
Le 28 mai 2024, il est retenu parmi les 25 joueurs belges convoqués pour participer à l'Euro 2024 et disputera ainsi son premier tournoi international majeur.

## Statistiques

### En club
| Saison                | Club                  | Championnat           | Championnat | Championnat | Championnat | Coupe(s) nationale(s) | Coupe(s) nationale(s) | Coupe(s) nationale(s) | Supercoupe | Supercoupe | Supercoupe | Compétition(s) continentale(s) | Compétition(s) continentale(s) | Compétition(s) continentale(s) | Compétition(s) continentale(s) | Autres compétitions | Autres compétitions | Autres compétitions | Autres compétitions | Total | Total | Total |
| Saison                | Club                  | Division              | M.          | B.          | P.d.        | M.                    | B.                    | P.d.                  | M.         | B.         | P.d.       | Comp.                          | M.                             | B.                             | P.d.                           | Comp.               | M.                  | B.                  | P.d.                | M.    | B.    | P.d.  |
| 2019-2020             | KV Malines            | Division 1A           | 9           | 1           | 2           | -                     | -                     | -                     | 1          | 0          | 0          | -                              | -                              | -                              | -                              | -                   | -                   | -                   | -                   | 10    | 1     | 2     |
| 2020-2021             | KV Malines            | Division 1A           | 29          | 4           | 2           | 3                     | 0                     | 0                     | -          | -          | -          | -                              | -                              | -                              | -                              | PO2                 | 5                   | 0                   | 0                   | 37    | 4     | 2     |
| Sous-total            | Sous-total            | Sous-total            | 38          | 5           | 4           | 3                     | 0                     | 0                     | 1          | 0          | 0          | -                              | -                              | -                              | -                              | -                   | 5                   | 0                   | 0                   | 47    | 5     | 4     |
| 2021-2022             | VfL Wolfsburg         | Bundesliga            | 24          | 2           | 0           | -                     | -                     | -                     | -          | -          | -          | C1                             | 4                              | 0                              | 0                              | -                   | -                   | -                   | -                   | 28    | 2     | 0     |
| 2022-2023             | VfL Wolfsburg         | Bundesliga            | 1           | 0           | 0           | -                     | -                     | -                     | -          | -          | -          | -                              | -                              | -                              | -                              | -                   | -                   | -                   | -                   | 1     | 0     | 0     |
| 2023-2024             | VfL Wolfsburg         | Bundesliga            | 24          | 0           | 0           | 2                     | 0                     | 0                     | -          | -          | -          | -                              | -                              | -                              | -                              | -                   | -                   | -                   | -                   | 26    | 0     | 0     |
| 2024-2025             | VfL Wolfsburg         | Bundesliga            | 14          | 0           | 0           | 1                     | 0                     | 0                     | -          | -          | -          | -                              | -                              | -                              | -                              | -                   | -                   | -                   | -                   | 15    | 0     | 0     |
| Sous-total            | Sous-total            | Sous-total            | 63          | 2           | 0           | 3                     | 0                     | 0                     | -          | -          | -          | -                              | 4                              | 0                              | 0                              | -                   | -                   | -                   | -                   | 70    | 2     | 0     |
| 2022-2023             | AC Milan (prêt)       | Serie A               | 9           | 0           | 1           | 1                     | 0                     | 0                     | 0          | 0          | 0          | C1                             | -                              | -                              | -                              | -                   | -                   | -                   | -                   | 10    | 0     | 1     |
| Total sur la carrière | Total sur la carrière | Total sur la carrière | 110         | 7           | 5           | 7                     | 0                     | 0                     | 1          | 0          | 0          | -                              | 4                              | 0                              | 0                              | -                   | 5                   | 0                   | 0                   | 127   | 7     | 5     |

### En sélections nationales
| Saison                | Sélection             | Phases finales        | Phases finales | Phases finales | Phases finales | Éliminatoires CDM | Éliminatoires CDM | Éliminatoires CDM | Éliminatoires EURO | Éliminatoires EURO | Éliminatoires EURO | Ligue des Nations | Ligue des Nations | Ligue des Nations | Matchs amicaux | Matchs amicaux | Matchs amicaux | Total | Total | Total |
| Saison                | Sélection             | Compétition           | M              | B              | Pd             | M                 | B                 | Pd                | M                  | B                  | Pd                 | M                 | B                 | Pd                | M              | B              | Pd             | M     | B     | Pd    |
| --------------------- | --------------------- | --------------------- | -------------- | -------------- | -------------- | ----------------- | ----------------- | ----------------- | ------------------ | ------------------ | ------------------ | ----------------- | ----------------- | ----------------- | -------------- | -------------- | -------------- | ----- | ----- | ----- |
| 2022-2023             | Belgique              | -                     | -              | -              | -              | -                 | -                 | -                 | 2                  | 0                  | 1                  | -                 | -                 | -                 | -              | -              | -              | 2     | 0     | 1     |
| 2023-2024             | Belgique              | Euro 2024             | 0              | 0              | 0              | -                 | -                 | -                 | 1                  | 0                  | 0                  | -                 | -                 | -                 | 4              | 0              | 0              | 5     | 0     | 0     |
| 2024-2025             | Belgique              | -                     | -              | -              | -              | -                 | -                 | -                 | -                  | -                  | -                  | 2                 | 0                 | 0                 | -              | -              | -              | 2     | 0     | 0     |
| Total sur la carrière | Total sur la carrière | Total sur la carrière | 0              | 0              | 0              | -                 | -                 | -                 | 3                  | 0                  | 1                  | 2                 | 0                 | 0                 | 4              | 0              | 0              | 9     | 0     | 1     |

### Matchs internationaux
| Matchs internationaux d'Aster Vranckx, | Matchs internationaux d'Aster Vranckx, | Matchs internationaux d'Aster Vranckx,  | Matchs internationaux d'Aster Vranckx, | Matchs internationaux d'Aster Vranckx, | Matchs internationaux d'Aster Vranckx, | Matchs internationaux d'Aster Vranckx, | Matchs internationaux d'Aster Vranckx,                           |
| #                                      | Date                                   | Lieu                                    | Adversaire                             | Résultat                               | Compétition                            | Club                                   | Notes                                                            |
| -------------------------------------- | -------------------------------------- | --------------------------------------- | -------------------------------------- | -------------------------------------- | -------------------------------------- | -------------------------------------- | ---------------------------------------------------------------- |
| 1                                      | 17 juin 2023                           | Stade Roi Baudouin, Bruxelles, Belgique | Autriche                               | N 1 - 1                                | Éliminatoires de l'Euro 2024           | AC Milan                               | Entre en jeu à la place de Orel Mangala à la 75e minute de jeu.  |
| 2                                      | 20 juin 2023                           | A. Le Coq Arena, Tallinn, Estonie       | Estonie                                | V 3 - 0                                | Éliminatoires de l'Euro 2024           | AC Milan                               | Titulaire, remplacé par Orel Mangala à la 57e minute de jeu.     |
| 3                                      | 15 novembre 2023                       | Stade Den Dreef, Louvain, Belgique      | Serbie                                 | V 1 - 0                                | Match amical                           | VfL Wolfsburg                          | Entre en jeu à la place de Orel Mangala à la 46e minute de jeu.  |
| 4                                      | 19 novembre 2023                       | Stade Roi Baudouin, Bruxelles, Belgique | Azerbaïdjan                            | V 5 - 0                                | Éliminatoires de l'Euro 2024           | VfL Wolfsburg                          | Titulaire, remplacé par Youri Tielemans à la 46e minute de jeu.  |
| 5                                      | 23 mars 2024                           | Aviva Stadium, Dublin, Irlande          | République d'Irlande                   | N 0 - 0                                | Match amical                           | VfL Wolfsburg                          | Titulaire.                                                       |
| 6                                      | 26 mars 2024                           | Stade de Wembley, Londres, Angleterre   | Angleterre                             | N 2 - 2                                | Match amical                           | VfL Wolfsburg                          | Entre en jeu à la place de Arthur Theate à la 71e minute de jeu. |
| 7                                      | 8 juin 2024                            | Stade Roi Baudouin, Bruxelles, Belgique | Luxembourg                             | V 3 - 0                                | Match amical                           | VfL Wolfsburg                          | Entre en jeu à la place de Axel Witsel à la 46e minute de jeu.   |
| 8                                      | 10 octobre 2024                        | Stade olympique, Rome, Italie           | Italie                                 | N 2 - 2                                | Ligue des nations 2024-2025            | VfL Wolfsburg                          | Entre en jeu à la place de Arthur Theate à la 68e minute de jeu. |
| 9                                      | 14 octobre 2024                        | Stade Roi Baudouin, Bruxelles, Belgique | France                                 | D 1 - 2                                | Ligue des nations 2024-2025            | VfL Wolfsburg                          | Entre en jeu à la place de Orel Mangala à la 67e minute de jeu.  |

## Palmarès

### En club
|  |  | KV Malines - Supercoupe de Belgique : - Finaliste : 2019. |